# 弦楽四重奏曲第1番 (ブラームス)
弦楽四重奏曲第1番ハ短調 作品51-1は、ヨハネス・ブラームスの発表した最初の弦楽四重奏曲である。
第2番イ短調 作品51-2と同時に1873年に発表された。これらの2曲は著名な外科医でありアマチュアの音楽家であった親友テオドール・ビルロートに捧げられている。 しかし音楽上の助言はブラームスの友人ヨーゼフ・ヨアヒムから多くを受けている。

## ブラームスの弦楽四重奏曲
ブラームスは自己批判が強く完璧主義で、自分の曲を発表するにあたり大変慎重だったため、交響曲第1番の作曲に20年以上の歳月をかけていた。弦楽四重奏においても同様に慎重を重ね、同時に発表された最初の2曲には最低8年間の歳月を要しているうえ、その前にも20曲を越える習作が書いては破棄されている。それも最初の2曲を発表した2年後に第3番を発表したあと、弦楽四重奏曲を書いていないため、室内楽曲を多く残したブラームスにしては、弦楽四重奏曲はわずか3曲しか残されていない。ブラームスは、先人ベートーヴェンの残した16曲の弦楽四重奏曲を敬いつつも、その偉大さから受ける重圧には悩まされなければならなかった。
ベートーヴェンの重圧を感じずに済んだピアノ付きの室内楽曲や、若い頃から筆が進んだ弦楽六重奏曲・弦楽五重奏曲各2曲に比べ、弦楽四重奏曲の3曲は地味な感は否めない。それでも残された3曲は、室内楽の大家らしくいずれも佳作ぞろいであり、ロマン派の弦楽四重奏曲として重要な位置を占めている。

## 楽曲構成
同じハ短調の交響曲第1番（この弦楽四重奏曲の3年後に完成）同様、劇的で力強い構成を持っている。演奏時間は30分ほどである。
- 第1楽章 Allegro （ハ短調、ハ長調で終わる）
- 第2楽章 Romanze: Poco Adagio （変イ長調）
- 第3楽章 Allegretto molto moderato e comodo （ヘ短調、ヘ長調で終わる）
- 第4楽章 Allegro （ハ短調）

## 編成
- 第1ヴァイオリン
- 第2ヴァイオリン
- ヴィオラ
- チェロ